# 善巴
善巴（17世纪—1707年），清初喀尔喀蒙古赛音诺颜部第四代首领，从属于土谢图汗部。
他的曾祖父是图蒙肯，祖父是丹津喇嘛。康熙初年（约1667年），其父塔斯希布去世，善巴袭位。从善巴开始，赛音诺颜部逐渐从土谢图汗部中独立，成为喀尔喀四部之一。善巴是他的藏语名字，蒙古语称为阿萨拉格齐（Асрагч），他在1677年编纂完成《阿萨拉格齐史》，记载从成吉思汗到当时的蒙古历史，对当时蒙古史学流行的蒙古起源于印度、西藏表示怀疑。1682年（康熙二十一年），被清廷赐封信顺额尔克岱青。1683年（康熙二十二年），以蒙古旧俗逐水草而居，上疏请康熙帝免于在噶尔拜瀚海置边哨。1686年（康熙二十五年），受命调解土谢图汗察珲多尔济与札萨克图汗成衮，让他们继续修好。1688年五月，准噶尔汗噶尔丹率军三万掳掠喀尔喀牧场。土谢图汗察珲多尔济与其子噶勒丹多尔济大败，与其二弟活佛哲布尊丹巴一世，向清朝归降。土谢图汗部只有善巴作战勇猛，对准噶尔的兵锋有积极的抵挡。最终兵败，投附清廷，安置在乌喇特界外和勒博津。1689年（康熙二十八年)，授札萨克。1691年，至多伦诺尔会盟，康熙帝封善巴为多罗郡王，兼札萨克，领赛因诺颜部，管北路右翼中军事。1695年（康熙三十四年），噶尔丹掠巴颜乌兰，奉命内迁。1696年（康熙三十五年），昭莫多之战，清军大胜准噶尔，善巴与同族郡王衮布等随西路军参与征讨，作战有功，晋封和硕亲王。他是喀尔喀部，自札萨克图汗策旺札卜之后，第二个被清朝册封为亲王之人。赛因诺颜部虽然还从属于土谢图汗部，但地位已明显提高。1697年（康熙三十六年），噶尔丹死后，他回到喀尔喀游牧。1698年（康熙三十七年）移牧瀚海，设汛防守。1707年，善巴去世，长子达什敦多布袭亲王爵，次子车凌达什。善巴同曾祖父的兄弟额驸策凌（康熙帝的女婿）在雍正、乾隆朝立下大功，晋封超勇亲王，赛因诺颜部正式喀尔喀四部之一。